# Wiener Peaks
Die Wiener Peaks sind eine Gruppe von Nunatakkern im westantarktischen Marie-Byrd-Land. In den Ford Ranges ragen sie 8 km nordöstlich des Mount Passel auf.
Teilnehmer der United States Antarctic Service Expedition (1939–1941) entdeckten sie bei Überflügen und benannten sie nach Murray A. Wiener (1916–1988), Polarlichtforscher auf der Westbasis bei dieser Forschungsreise.